# Meridiano (medicina china)

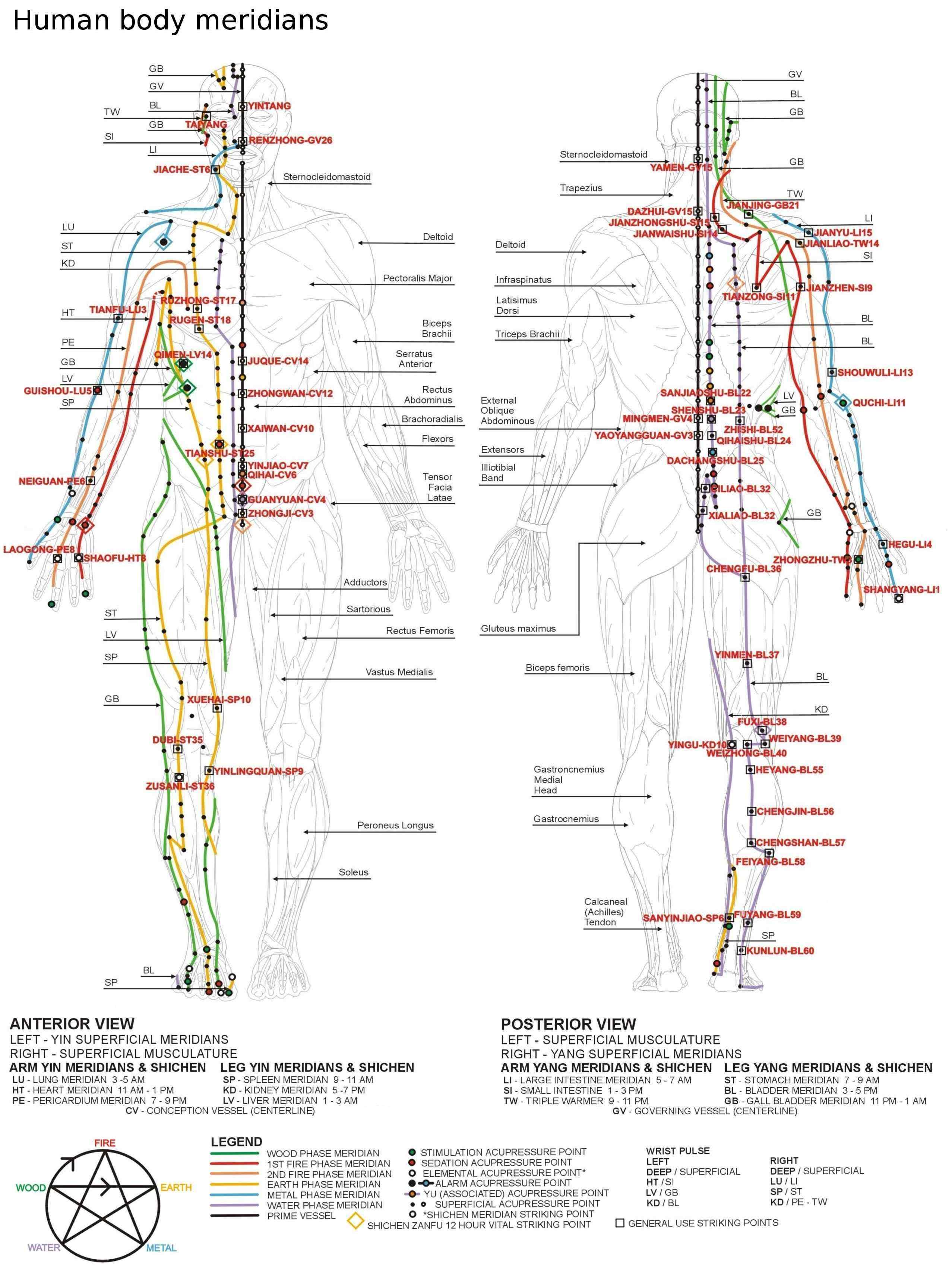
Sistema de meridianos

El concepto de meridianos surge de la técnica de la medicina china tradicional como la acupuntura y la acupresión. La teoría de ambas dice que la energía vital del cuerpo (氣 ('qi') en chino mandarín) circula a través del cuerpo por canales específicos, llamados meridianos. Los diferentes meridianos están interconectados.
Los meridianos no son estructuras anatómicas reales: los científicos no han encontrado evidencia que respalde su existencia.
De acuerdo al acupunturista alemán Felix Mann, existen más de mil puntos de acupuntura situados en el tejido subcutáneo del cuerpo. Estos se dividen en doce grupos principales y todos los puntos de un grupo se unen a través de una línea, a esta línea se le llama meridiano.
La teoría detrás de la acupuntura, acupresión, moxibustión y técnicas relacionadas afirma que las disrupciones de un supuesto flujo de energía del cuerpo causan enfermedades emocionales y físicas. Para liberar estas disrupciones, son estimulados acupuntos específicos o tsubo sobre los meridianos a través de agujas, presión y otros medios.